# Malcolm Brogdon
Malcolm Moses Adams Brogdon (ur. 11 grudnia 1992 w Atlancie) – amerykański koszykarz, występujący na pozycji rzucającego obrońcy, od 2023 zawodnik Portland Trail Blazers.
30 lipca 2016 podpisał umowę z Milwaukee Bucks.
6 lipca 2019 trafił w wyniku wymiany do Indiany Pacers. 9 lipca 2022 został wytransferowany do Boston Celtics. 1 października 2023 został wymieniony do Portland Trail Blazers.

## Osiągnięcia
Stan na 2 października 2023, na podstawie, o ile nie zaznaczono inaczej.

### NCAA
- Uczestnik rozgrywek:
  - Elite Eight turnieju NCAA (2016)
  - Sweet Sixteen turnieju NCAA (2014, 2016)
  - rundy 32 turnieju NCAA (2014–2016)
  - turnieju NCAA (2012, 2014–2016)
- Mistrz:
  - turnieju konferencji Atlantic Coast (ACC – 2014)
  - sezonu regularnego konferencji ACC (2014, 2015)
- Koszykarz Roku Konferencji ACC (2016)[8]
- Obrońca Roku:
  - NCAA (2016 według NABC)[9]
  - konferencji ACC (2015, 2016)[10]
- Zaliczony do:
  - I składu:
    - All-American (2016)
    - ACC (2014–2016)
    - defensywnego ACC (2015, 2016)
    - turnieju:
      - ACC (2014, 2016)
      - Charleston Classic (2016)

  - II składu:
    - All-American (2015)
    - turnieju ACC (2015)
- Lider ACC w skuteczności rzutów wolnych (2016 – 89,7%)

### NBA
- Laureat nagród:
  - Najlepszy rezerwowy sezonu NBA (2023)[11]
- Debiutant roku NBA (2017)[12]
  - J. Walter Kennedy Citizenship Award (2020)[13]
- Uczestnik Rising Stars Challenge (2017, 2018[a])[14]
- Zaliczony do I składu debiutantów NBA (2017)[15]
- Lider sezonu regularnego NBA w skuteczności rzutów wolnych (2019)

Reprezentacja
- Brązowy medalista igrzysk panamerykańskich (2015)